# Mika Doi
Mika Doi (土井 美加?, Doi Mika; Sendai, 4 agosto 1954) è una doppiatrice giapponese.
È principalmente nota come voce dei personaggi Misa Hayase in Macross e Naoko Akagi in Neon Genesis Evangelion, nonché di Paperina, negli adattamenti Disney in lingua giapponese.

## Doppiaggio

### Serie televisive
- Mary Purichādo in Agatha Christie's Great Detectives Poirot and Marple
- Kaori Sakiyama in Air Master
- Mabel Frozen in Aura Battler Dunbine
- Yukari in Azumanga daiō the Animation
- Shizuka Misaki in Canvas 2 ~Niji Iro no Sketch~
- Gautsu Gamu Combat Mecha Xabungle
- Alisa in Cowboy Bebop
- Imperatrice Ramaj in Seikai no monshō
- Ayuko Rara in Dual! Parallel Trouble Adventure
- Subaru in Fushigi yûgi
- Saori Hyuga in Pretty Cure Splash☆Star
- Houquet e Rose in Genesis Climber Mospeada
- Kaede Domyoji in Hana Yori Dango
- Trailō, la regina Trailokyavijaya della saggezza in Legend of Heavenly Sphere Shurato
- Full Flat in Jūsenki L-Gaim
- Edward Brighton (seconda voce) e Misuzu Midorigawa in Hello! Lady Lynn
- Yatsugashira in Himawari!
- madre di Erika in Un fiocco per sognare, un fiocco per cambiare
- Eclipse in Kiddy Grade
- Reiko Katherine Akimoto in Kochikame
- Natsume Morisawa in L'incantevole Creamy
- madre terrestre di Gigì ne Il magico mondo di Gigì
- Too-Ticky in Moominland, un mondo di serenità
- Narratrice e Nui in Mushishi
- Naoko Akagi in Neon Genesis Evangelion
- Koby in One Piece
- Kotoko Fujioka in Ouran High School Host Club
- Takani Megumi in Rurouni Kenshin
- madre di Shuuji in Lei, l'arma finale
- Regina Serenity in Sailor Moon
- Keiko Asakura in Shaman King, Shaman King (serie animata 2021)
- Lana Isavia in Southern Cross
- Misa Hayase in Macross
- Yukie Saito in Uzumaki
- Reine Devila in Wedding Peach
- Antico Drago Fatato in Yu-Gi-Oh! 5D's

### OAV
- Yō "Angel" Mikawa in Angel Cop
- Fleia in Appleseed
- Hazuki Toreishi in Humming Bird - Ragazze con le ali
- Muller in Megazone 23
- Towa in Mermaid's Forest
- Sarah in Ys

### Videogiochi
- Anita Julianne in Gundam Side Story 0079: Rise from the Ashes, Mobile Suit Gundam: Journey to Jaburo
- Paperina e Alice in Kingdom Hearts, Paperina in Kingdom Hearts II, Alice in Kingdom Hearts HD 2.5 ReMIX
- Koby in One Piece: Pirate Warriors 3, One Piece: Burning Blood, One Piece: Pirate Warriors 4
- Sif in Romancing SaGa
- Zia May in Marvel's Spider-Man 2
- Junko Kurosu/Queen Aquarius, Metal Mama in Persona 2: Innocent Sin
- Marvel Frozen e Misa Hayase in Super Robot Wars Alpha
- Magus in Super Robot Wars Alpha Gaiden
- Marvel Frozen in Super Robot Wars X, Super Robot Wars T
- Fodra Queen in Tales of Graces